# Campionato europeo maschile under 18 di pallavolo 2020
Il campionato europeo maschile under 18 di pallavolo 2020 si è svolto dal 5 al 13 settembre 2020 a Lecce e Marsicovetere, in Italia: al torneo hanno partecipato otto squadre nazionali under 18 europee e la vittoria finale è andata per la seconda volta all'Italia.

## Qualificazioni
Al torneo avrebbero dovuto partecipare la nazionale del paese organizzatore e undici nazionali qualificate tramite il torneo di qualificazione. A seguito del diffondersi della pandemia di Covid-19 in Europa, le qualificazioni sono state cancellate e al torneo hanno partecipato la nazionale del paese organizzatore e undici nazionali qualificate tramite il ranking CEV.

## Impianti
|                                                                       |                                                                              |  |
|                                                                       |                                                                              |  |
| Palazzetto dello Sport Città: Lecce Capienza: - Anno d'apertura: 1998 | Palasport Villa D'Agri Città: Marsicovetere Capienza: 800 Anno d'apertura: - |  |

## Regolamento

### Formula
Le squadre hanno disputato una prima fase a gironi con formula del girone all'italiana; al termine della prima fase:
- Le prime due classificate di ogni girone hanno acceduto alla fase finale per il primo posto strutturata in semifinali, finale per il terzo posto e finale.
- Le ultime due classificate di ogni girone hanno acceduto alla fase finale per il quinto posto strutturata in semifinali, finale per il settimo posto e finale per il quinto posto.

### Criteri di classifica
Se il risultato finale è stato di 3-0 o 3-1 sono stati assegnati 3 punti alla squadra vincente e 0 a quella sconfitta, se il risultato finale è stato di 3-2 sono stati assegnati 2 punti alla squadra vincente e 1 a quella sconfitta.
L'ordine del posizionamento in classifica è stato definito in base a:
- Numero di partite vinte;
- Punti;
- Ratio dei set vinti/persi;
- Ratio dei punti realizzati/subiti;
- Risultati degli scontri diretti.

## Squadre partecipanti
| Squadra     | Qualificazione      | Ultima partecipazione               |
| ----------- | ------------------- | ----------------------------------- |
| Belgio      | 5ª nel ranking CEV  | / Repubblica Ceca e Slovacchia 2018 |
| Bielorussia | 10ª nel ranking CEV | / Repubblica Ceca e Slovacchia 2018 |
| Bulgaria    | 7ª nel ranking CEV  | / Repubblica Ceca e Slovacchia 2018 |
| Finlandia   | 12ª nel ranking CEV | / Repubblica Ceca e Slovacchia 2018 |
| Francia     | 5ª nel ranking CEV  | / Repubblica Ceca e Slovacchia 2018 |
| Germania    | 8ª nel ranking CEV  | / Repubblica Ceca e Slovacchia 2018 |
| Italia      | Paese organizzatore | / Repubblica Ceca e Slovacchia 2018 |
| Polonia     | 10ª nel ranking CEV | / Ungheria e Slovacchia 2017        |
| Rep. Ceca   | 1ª nel ranking CEV  | / Repubblica Ceca e Slovacchia 2018 |
| Russia      | 3ª nel ranking CEV  | / Repubblica Ceca e Slovacchia 2018 |
| Slovacchia  | 8ª nel ranking CEV  | / Repubblica Ceca e Slovacchia 2018 |
| Turchia     | 4ª nel ranking CEV  | / Repubblica Ceca e Slovacchia 2018 |

## Torneo

### Fase a gironi
| Girone I | Girone II   |
| -------- | ----------- |
| Belgio   | Bielorussia |
| Bulgaria | Germania    |
| Italia   | Polonia     |
| Turchia  | Rep. Ceca   |

#### Girone I

##### Risultati
| 5 settembre 2020 Palasport Villa D'Agri, Marsicovetere Durata: 1h:07 - Spettatori: 0 | Belgio   | 0 - 3 | Bulgaria | 17-25, 21-25, 25-23               |
| 5 settembre 2020 Palasport Villa D'Agri, Marsicovetere Durata: 1h:54 - Spettatori: 0 | Italia   | 3 - 2 | Turchia  | 28-30, 16-25, 25-14, 25-16, 15-7  |
| 7 settembre 2020 Palasport Villa D'Agri, Marsicovetere Durata: 1h:14 - Spettatori: 0 | Bulgaria | 3 - 0 | Turchia  | 25-23, 25-19, 25-20               |
| 7 settembre 2020 Palasport Villa D'Agri, Marsicovetere Durata: 1h:12 - Spettatori: 0 | Belgio   | 0 - 3 | Italia   | 21-25, 21-25, 17-25               |
| 9 settembre 2020 Palasport Villa D'Agri, Marsicovetere Durata: 1h:21 - Spettatori: 0 | Turchia  | 0 - 3 | Belgio   | 25-27, 22-25, 22-25               |
| 9 settembre 2020 Palasport Villa D'Agri, Marsicovetere Durata: 1h:48 - Spettatori: 0 | Italia   | 2 - 3 | Bulgaria | 25-16, 13-25, 24-26, 25-21, 11-15 |

##### Classifica
| Pos. | Squadra  | Pt | G | V | P | SV | SP | Ratio | PF  | PS  | Ratio |
| ---- | -------- | -- | - | - | - | -- | -- | ----- | --- | --- | ----- |
| 1.   | Bulgaria | 8  | 3 | 3 | 0 | 9  | 2  | 4,500 | 253 | 221 | 1,144 |
| 2.   | Italia   | 6  | 3 | 2 | 1 | 8  | 5  | 1,600 | 282 | 254 | 1,110 |
| 3.   | Belgio   | 3  | 3 | 1 | 2 | 3  | 6  | 0,500 | 197 | 219 | 0,899 |
| 4.   | Turchia  | 1  | 3 | 0 | 3 | 2  | 9  | 0,222 | 223 | 261 | 0,854 |

      Qualificata alle semifinali per il primo posto.
      Qualificata alle semifinali per il quinto posto.

#### Girone II

##### Risultati
| 5 settembre 2020 Palazzetto dello Sport, Lecce Durata: 1h:54 - Spettatori: 0 | Germania    | 3 - 2 | Bielorussia | 22-25, 25-20, 25-23, 22-25, 15-10 |
| 5 settembre 2020 Palazzetto dello Sport, Lecce Durata: 1h:17 - Spettatori: 0 | Rep. Ceca   | 0 - 3 | Polonia     | 21-25, 22-25, 11-25               |
| 7 settembre 2020 Palazzetto dello Sport, Lecce Durata: 1h:21 - Spettatori: 0 | Polonia     | 3 - 0 | Germania    | 27-25, 25-15, 25-19               |
| 7 settembre 2020 Palazzetto dello Sport, Lecce Durata: 1h:17 - Spettatori: 0 | Bielorussia | 0 - 3 | Rep. Ceca   | 16-25, 21-25, 20-25               |
| 9 settembre 2020 Palazzetto dello Sport, Lecce Durata: 1h:28 - Spettatori: 0 | Polonia     | 3 - 1 | Bielorussia | 25-12, 22-25, 25-13, 25-14        |
| 9 settembre 2020 Palazzetto dello Sport, Lecce Durata: 1h:08 - Spettatori: 0 | Rep. Ceca   | 3 - 0 | Germania    | 25-18, 25-22, 25-13               |

##### Classifica
| Pos. | Squadra     | Pt | G | V | P | SV | SP | Ratio | PF  | PS  | Ratio |
| ---- | ----------- | -- | - | - | - | -- | -- | ----- | --- | --- | ----- |
| 1.   | Polonia     | 9  | 3 | 3 | 0 | 9  | 1  | 9,000 | 249 | 177 | 1,406 |
| 2.   | Rep. Ceca   | 6  | 3 | 2 | 1 | 6  | 3  | 2,000 | 204 | 185 | 1,102 |
| 3.   | Germania    | 2  | 3 | 1 | 2 | 3  | 8  | 0,375 | 221 | 255 | 0,866 |
| 4.   | Bielorussia | 1  | 3 | 0 | 3 | 3  | 9  | 0,333 | 224 | 281 | 0,797 |

      Qualificata alle semifinali per il primo posto.
      Qualificata alle semifinali per il quinto posto.

### Fase finale

#### Finali 1º e 3º posto
|  | Semifinali | Semifinali | Semifinali |                 |     | Finale    | Finale   | Finale |
|  |            |            |            |                 |     |           |          |        |
|  | 1I         | Bulgaria   | 0          |                 |     |           |          |        |
|  | 1I         | Bulgaria   | 0          |                 |     |           |          |        |
|  | 2II        | Rep. Ceca  | 3          |                 |     |           |          |        |
|  | 2II        | Rep. Ceca  | 3          |                 | 2II | Rep. Ceca | 0        |        |
|  |            |            |            |                 | 2II | Rep. Ceca | 0        |        |
|  |            |            |            |                 |     | 2I        | Italia   | 3      |
|  | 1II        | Polonia    | 2          |                 |     | 2I        | Italia   | 3      |
|  | 1II        | Polonia    | 2          |                 |     |           |          |        |
|  | 2I         | Italia     | 3          |                 |     |           |          |        |
|  | 2I         | Italia     | 3          | Finale 3° posto |     |           |          |        |
|  |            |            |            |                 |     |           |          |        |
|  |            |            |            |                 |     | 1I        | Bulgaria | 1      |
|  |            |            |            |                 |     | 1I        | Bulgaria | 1      |
|  |            |            |            |                 |     | 1II       | Polonia  | 3      |

##### Semifinali
| 12 settembre 2020 Palazzetto dello Sport, Lecce Durata: 1h:11 - Spettatori: 0 | Bulgaria | 0 - 3 | Rep. Ceca | 19-25, 22-25, 19-25               |
| 12 settembre 2020 Palazzetto dello Sport, Lecce Durata: 1h:50 - Spettatori: 0 | Polonia  | 2 - 3 | Italia    | 22-25, 25-16, 13-25, 25-20, 13-15 |

##### Finale 3º posto
| 13 settembre 2020 Palazzetto dello Sport, Lecce Durata: 1h:46 - Spettatori: 0 | Bulgaria | 1 - 3 | Polonia | 21-25, 27-29, 25-23, 23-25 |

##### Finale
| 13 settembre 2020 Palazzetto dello Sport, Lecce Durata: 1h:07 - Spettatori: 0 | Rep. Ceca | 0 - 3 | Italia | 23-25, 16-25, 18-25 |

#### Finali 5º e 7º posto
|  | Semifinali | Semifinali  | Semifinali |                 |    | Finale 5º posto | Finale 5º posto | Finale 5º posto |
|  |            |             |            |                 |    |                 |                 |                 |
|  | 3I         | Belgio      | 3          |                 |    |                 |                 |                 |
|  | 3I         | Belgio      | 3          |                 |    |                 |                 |                 |
|  | 4II        | Bielorussia | 0          |                 |    |                 |                 |                 |
|  | 4II        | Bielorussia | 0          |                 | 3I | Belgio          | 1               |                 |
|  |            |             |            |                 | 3I | Belgio          | 1               |                 |
|  |            |             |            |                 |    | 3II             | Germania        | 3               |
|  | 3II        | Germania    | 3          |                 |    | 3II             | Germania        | 3               |
|  | 3II        | Germania    | 3          |                 |    |                 |                 |                 |
|  | 4I         | Turchia     | 1          |                 |    |                 |                 |                 |
|  | 4I         | Turchia     | 1          | Finale 7º posto |    |                 |                 |                 |
|  |            |             |            |                 |    |                 |                 |                 |
|  |            |             |            |                 |    | 4II             | Bielorussia     | 1               |
|  |            |             |            |                 |    | 4II             | Bielorussia     | 1               |
|  |            |             |            |                 |    | 4I              | Turchia         | 3               |

##### Semifinali
| 12 settembre 2020 Palasport Villa D'Agri, Marsicovetere Durata: 1h:42 - Spettatori: 0 | Belgio   | 3 - 0 | Bielorussia | 25-19, 25-21, 25-18        |
| 12 settembre 2020 Palasport Villa D'Agri, Marsicovetere Durata: 1h:08 - Spettatori: 0 | Germania | 3 - 1 | Turchia     | 24-26, 26-24, 27-25, 25-21 |

##### Finale 7º posto
| 13 settembre 2020 Palasport Villa D'Agri, Marsicovetere Durata: 1h:33 - Spettatori: 0 | Bielorussia | 1 - 3 | Turchia | 18-25, 22-25, 25-22, 17-25 |

##### Finale 5º posto
| 13 settembre 2020 Palasport Villa D'Agri, Marsicovetere Durata: 1h:37 - Spettatori: 0 | Belgio | 1 - 3 | Germania | 25-27, 20-25, 27-25, 15-25 |

## Podio

### Campione
Formazione: 1 Cosimo Balestra, 2 Mattia Boninfante, 3 Gianluca Rossi, 4 Marco Zoratti, 5 Nicolò Volpe, 6 Gabriele Laurenzano, 7 Francesco Quagliozzi, 9 Ranieri Truocchio, 11 Luca Porro, 14 Mattia Orioli, 15 Matteo Staforini, 20 Federico Bonacchi, CT: Vincenzo Fanizza

### Secondo posto
Formazione: 2 Richard Struska, 4 Daniel Fabikovič, 5 Rudolf Stieber, 8 Ondřej Roman, 9 Jakub Klajmon, 11 Simon Bryknar, 12 David Kollátor, 13 Jan Jirásek, 15 Tomas Bukacek, 17 Jakub Pelikán, 18 Jakub Ureš, 20 Lukáš Tóth, CT: Jan Svoboda

### Terzo posto
Formazione: 2 Kamil Szymendera, 3 Maksym Kędzierski, 4 Kacper Pakos, 6 Jakub Olszewski, 7 Kajetan Kubicki, 8 Tytus Nowik, 9 Mateusz Kufka, 11 Piotr Śliwka, 14 Kuba Hawryluk, 16 Mateusz Nowak, 21 Kacper Ratajewski, 22 Jakub Gaweł, CT: Michał Bąkiewicz

## Classifica finale
| Pos | Squadra     | Qualificazione                                                                 |
| --- | ----------- | ------------------------------------------------------------------------------ |
|     | Italia      | Campionato mondiale under 19 2021 XVI Festival olimpico della gioventù europea |
|     | Rep. Ceca   | Campionato mondiale under 19 2021 XVI Festival olimpico della gioventù europea |
|     | Polonia     | Campionato mondiale under 19 2021 XVI Festival olimpico della gioventù europea |
| 4   | Bulgaria    | Campionato mondiale under 19 2021 XVI Festival olimpico della gioventù europea |
| 5   | Germania    | Campionato mondiale under 19 2021 XVI Festival olimpico della gioventù europea |
| 6   | Belgio      | Campionato mondiale under 19 2021 XVI Festival olimpico della gioventù europea |
| 7   | Turchia     | XVI Festival olimpico della gioventù europea                                   |
| 8   | Bielorussia |                                                                                |

## Premi individuali
| Premio                | Nome                | Squadra   |
| --------------------- | ------------------- | --------- |
| MVP                   | Luca Porro          | Italia    |
| Miglior palleggiatore | Simon Bryknar       | Rep. Ceca |
| Miglior opposto       | Georgi Tatarov      | Bulgaria  |
| Miglior schiacciatore | Luca Porro          | Italia    |
| Miglior schiacciatore | Kamil Szymendera    | Polonia   |
| Miglior centrale      | Mateusz Nowak       | Polonia   |
| Miglior centrale      | Jakub Klajmon       | Rep. Ceca |
| Miglior libero        | Gabriele Laurenzano | Italia    |